# Museo nazionale del contadino romeno
Il Museo nazionale del contadino romeno (in romeno Muzeul Național al Țăranului Român) è uno dei più differenziati musei tra quelli che appartengono alla categoria dei musei di arte e tradizioni popolare. Sorge a Bucarest, nella Șoseaua Kiseleff, a fianco della Piața Victoriei.
L'edificio dove si trova attualmente il museo fu costruito nel periodo 1912-1941, su progetto dell'architetto N. Ghica-Budești. Nel 1953 fu chiamato Museo Lenin-Stalin, poi Museo del Partito, ma a partire dal 5 febbraio 1990 è stato ribattezzato Muzeul Țăranului Român.

## Descrizione

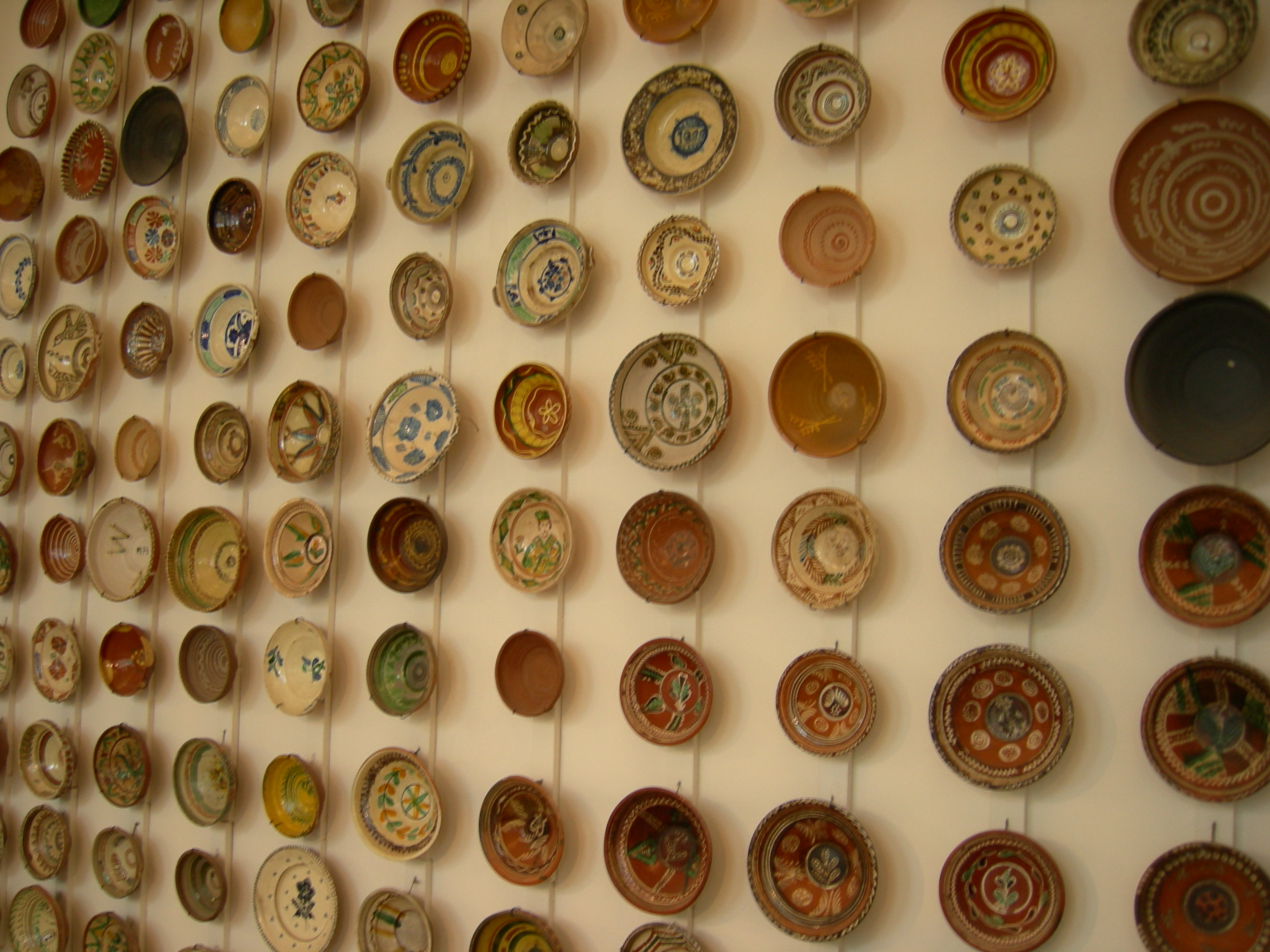
Collezione di piatti decorati

Il Muzeul Național al Țăranului Român è il successore del Muzeului de etnografie, artă națională, artă decorativă și industrială aperto il 1º ottobre 1906. Il museo si è anche chiamato Muzeul de Etnografie și Artă Națională, dal 1912 Muzeul de Artă Națională ma in seguito Muzeul de Artă Populară al Republicii. Nel 1978, il museo si è riunito con il museo del villaggio (Muzeul Satului) sotto la denominazione di Muzeul Satului și de Artă Populară. Il museo è patrocinato dal Ministero della Cultura.
Il museo si è fatto conoscere per le sue collezioni formate da 100.000 oggetti. A partire dalla sua fondazione per opera di Horia Bernea il 5 febbraio 1990, funziona nell'edificio in stile stile neo-romeno, dichiarato monumento storico. La sua museografia specifica lo ha portato a conquistare nel maggio del 1996, il Premio del museo europeo dell'anno assegnato dal Forum museale europeo.

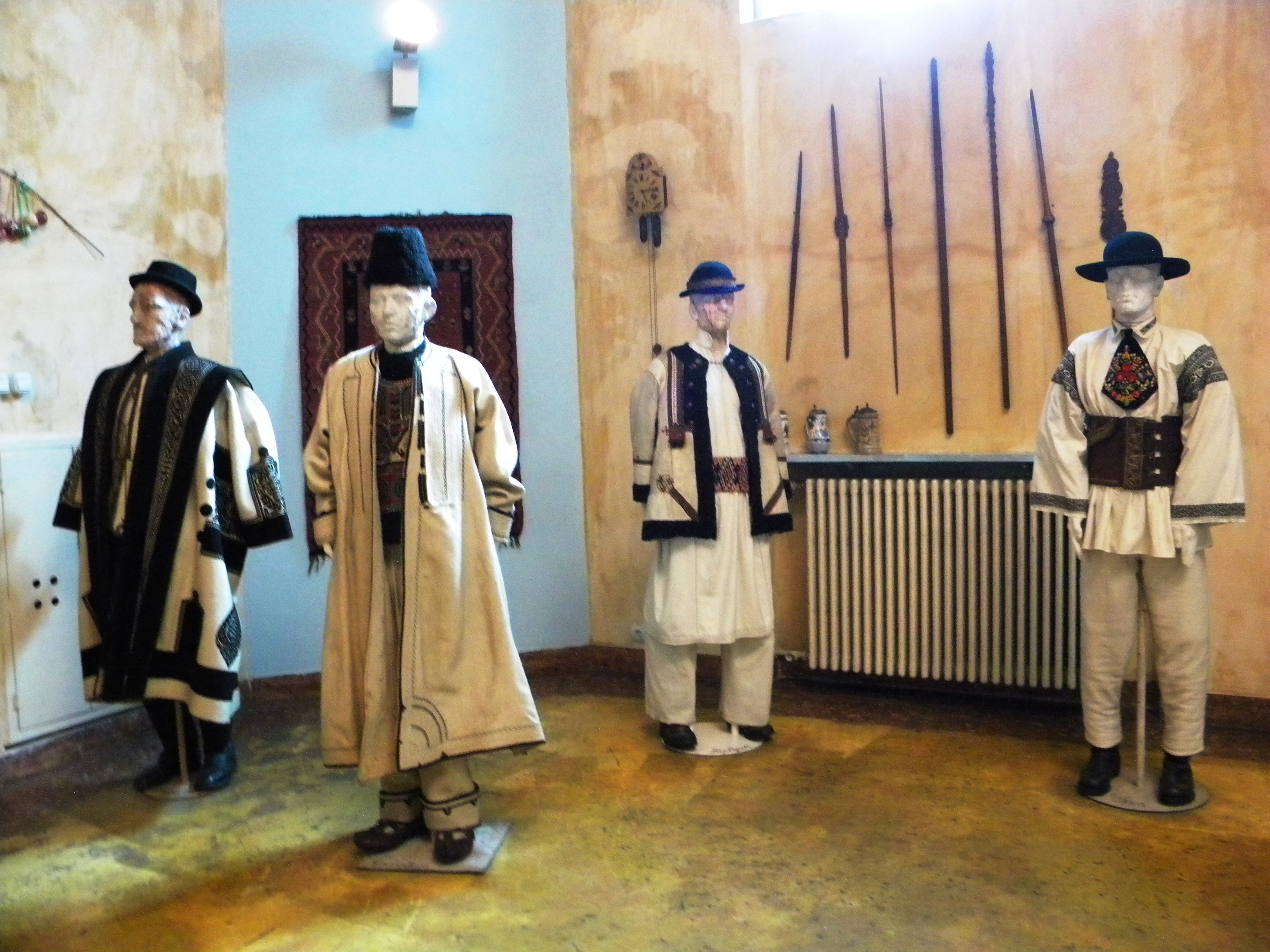
Collezione di costumi popolari

Il museo possiede collezioni di ceramica, costumi popolari, tessuti per decorazioni d'interni, attrezzi di legno, mobili, ferramenta, tappeti. Nel cortile del museo, sul lato del bulevardul Ion Mihalache è stata rimontata una chiesa di legno, monumento storico del secolo XVIII, trasferita nell'anno 1992.

## Direttori
- Horia Bernea 1990-2000
- Irina Nicolau 2000-2001 (interim)
- Dinu C. Giurescu 2001 - 2005
- Vintilă Mihăilescu 2005 - 2010
- Virgil Ștefan Nițulescu- 2010 - attuale[3]

## Premi
Il Museo nazionale del contadino romeno ha ottenuto il trofeo EMYA (Anno europeo del museo) nel 1996.